# Kerk van Sint-Joris in Isfahan

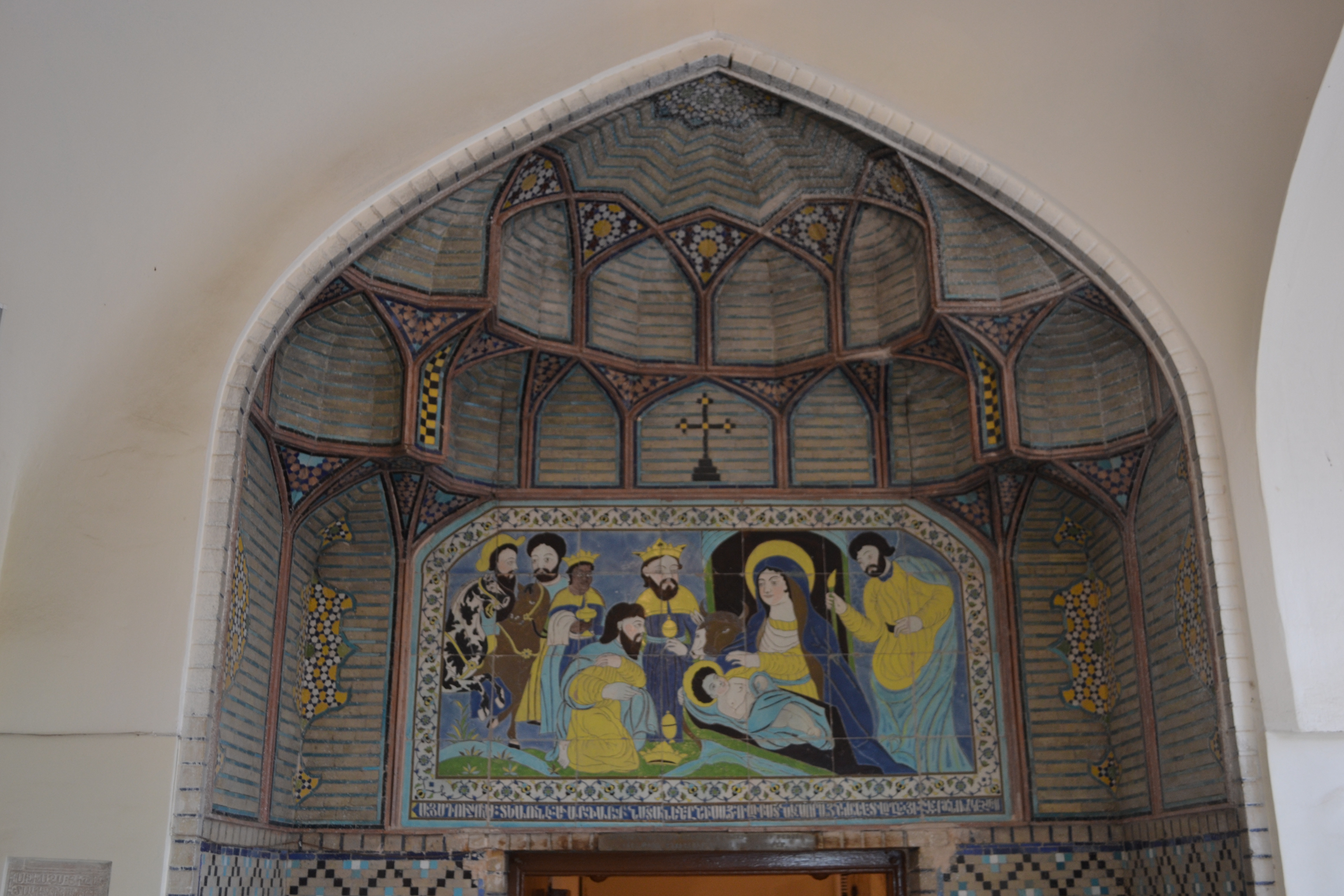
Aanbidding der Koningen (na de geboorte van Jezus) afgebeeld boven de ingang van de kerk

De  Kerk van Sint-Joris in Isfahan is een Armeense kerk in Isfahan, Iran. De kerk is gelegen in de wijk Nieuw-Julfa, waar traditioneel veel Armeniërs wonen. De kerk is anno 2011 nog steeds in gebruik voor religieuze diensten.